# 「知識王」シリーズ トレインマスター
『「知識王」シリーズ トレインマスター』（ちしきおうシリーズ トレインマスター）は、2008年1月10日にグローバルエース・エンタテインメントよりニンテンドーDS向けに発表されたクイズゲームである。

## 概要
グローバルエース・エンタテインメントより発売されているクイズゲーム「知識王」シリーズの一つである。鉄道クイズゲームであるが、クイズの成績によって出題担当の先輩と親密な関係になれるという、ギャルゲー的アドベンチャー要素を兼ね備えている点が特徴である。
問題は鉄道フォーラムが作成しており、日本国内の鉄道について路線の制約なく出題される。

## ゲーム内容
新人鉄道員になり、1か月の研修期間、先輩たちの下に就いて鉄道知識を学習していく。研修期間の成績によって、最終試験イベントが発生、研修期間と最終試験の成績によってエンディングが変わる、マルチエンディングとなっている。
研修期間は4週間で構成されており、各週は、月曜日から金曜日までの通常業務、土曜日の週末試験、日曜日で構成されている。
通常業務では、路線・車両・列車・歴史・雑学・汽車旅の6ジャンルから選択してクイズに挑む。全15問の正答数によって、指定されたジャンルの成績が加算されていく。累積成績が25%、50%、75%に達すると、該当ジャンルの問題難易度が初級から中級へ、上級へ、そして最上級へと難しくなっていく。また、同一週内に同一ジャンルを2回選択すると、そのジャンルの出題担当の先輩から回答数のノルマが提示され、ノルマを達成するとその週の週末（日曜日）にデートをする権利が得られる。ノルマ数は、1週目が5問、2週目が8問、3週目が11問、4週目が13問となっている。
週末試験は、その週に出題された問題のおさらいクイズで、全20問となっている。但し、通常業務は時間制限がないのに対し、週末試験では時間制限が設けられている。なお、正答することで正答ジャンルの成績が加算される点は、平常業務と同じである。
平常業務のノルマを達成すると、その週の日曜日にノルマを達成した出題担当の先輩とのデートとなる。デートスポットは、さよなら運転など、鉄道に関する場所となる。デート中もクイズが発生し、そのクイズの正答は成績に反映される。
4週間経過時点で成績75％に達したジャンルがあれば、最終試験に挑むことが可能となる。最終試験は、研修期間中に出題された問題のおさらいクイズで、時間制限ありの全30問となっている。一定数以上の正答で試験合格、一定数に達しなかった場合は留年（バッドエンディング）となる。また、試験合格の場合、研修期間中に同じ先輩と一定回数以上デートを行なっていると、その先輩とのエンディングとなる。デート回数が満たない場合は、ノーマルエンディングとなる。
ゲーム通しての累積正答数により、先輩から勉強道具として、鉄道写真館の資料がもらえる。

## 登場キャラクター
旭ほくと
駅長。ジャンル別出題担当ではないが、ゲームの進行役や、週末試験や最終試験のおさらいクイズの出題を行なう。
東山のぞみ
雑学問題を担当。駅内コンビニのバイト店員。鉄道写真家の父と鉄道開業の兄に、幼少の頃によく週末に駅に連れてこられた経験から鉄道を好きになり、今に至る。主人公をドキッとさせるような発言をしては、からかうようなところがある。
隠岐やくも
歴史問題を担当。駅の運行管理を司る司令室勤務。無口な性格。趣味は読書と映画鑑賞で、好きなジャンルは推理もの。他の人には内緒にしているが、漫画（作中に登場する作品では「名探偵次男」など）も読んでいる。
松本あずさ
列車問題を担当。新幹線のパーサー。おっとり系。
桧玉ひかり
車両問題を担当。車両整備担当責任者。背が低く、中学生と間違われることもある。出発車両の見送り、人を乗せている車両は嬉しそうなどといった、車両への愛にあふれる発言が目立つ。
西宮はるか
路線問題を担当。元気系ドジっ子。
新庄つばさ
汽車旅問題を担当。案内窓口員。体育会系。駅長のほくととは大学時代からの親友にあたる。

## 鉄道写真館
ゲーム全体を通じての累積正答数に応じて、以下のメニュー内に情報が順次追加される。
資料を見る
様々な車両や駅など、クイズに登場する写真を確認することができる。
特急図鑑
様々な車両を、写真、解説、系統図（走っている地域の地図）で確認することができる。
お弁当売り場
駅弁を、写真、解説で確認することができる。
連続クイズ
収録されているクイズの連続正解に臨む。1問間違えると終了となる。